# بيتر ماغوان
بيتر ماغوان هو سياسي كندي، ولد في 22 مارس 1762 في المملكة المتحدة، وتوفي في 19 يونيو 1810.